# Latometus pubescens
Latometus pubescens es una especie de coleóptero de la familia Zopheridae.

## Distribución geográfica
Habita en Nueva Gales del Sur y Tasmania (Australia).